# Michal Biran

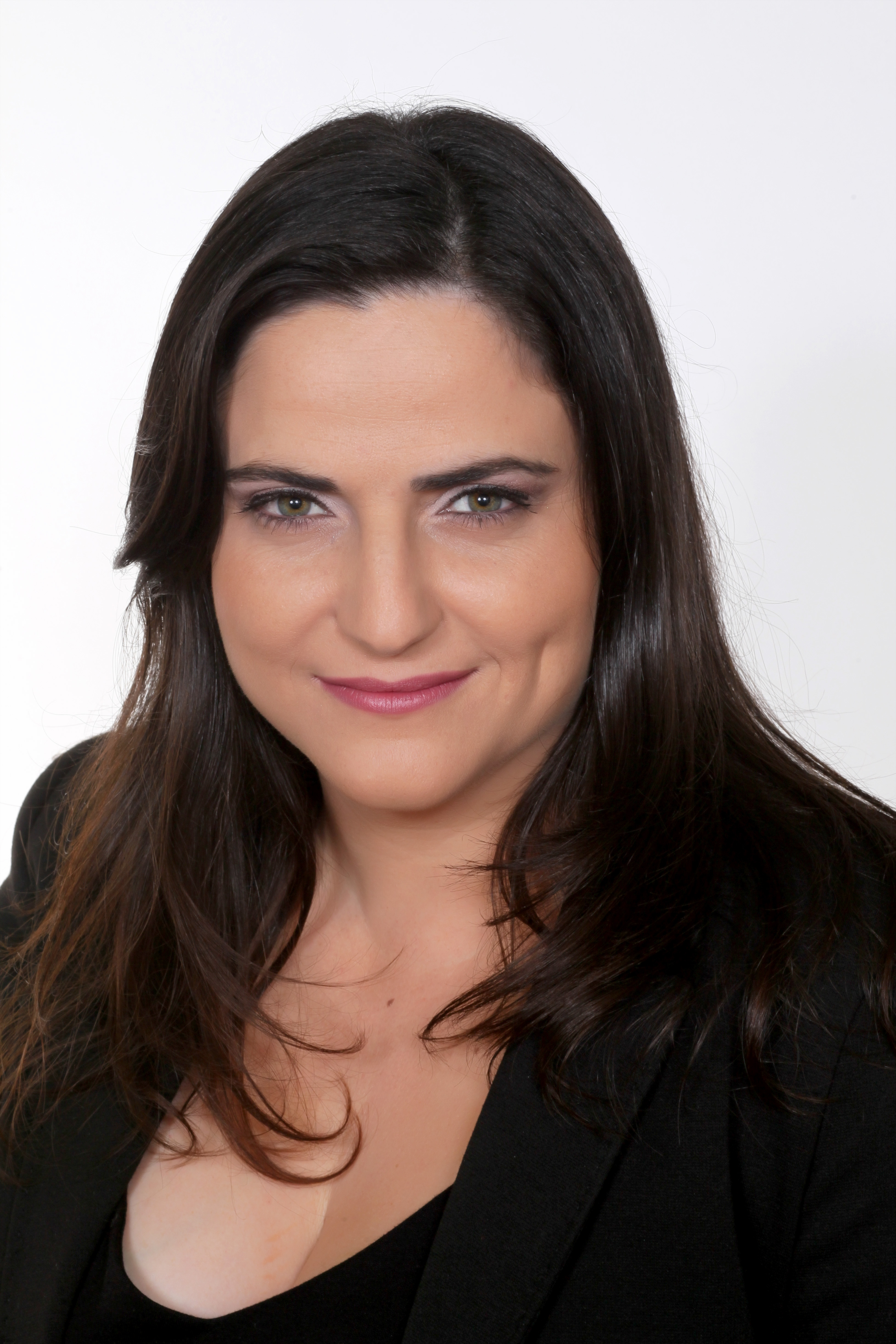
Michal Biran (2012)

Michal Biran (hebräisch מיכל בירן, * 28. Juni 1978 in Hod haScharon) ist eine israelische Politikerin.
Nach ihrer Militärzeit studierte Biran Politikwissenschaften.
Sie war von 2013 bis 2019 Abgeordnete der haʿAvoda in der Knesset.
Biran ist als Mitarbeiterin an der Universität Tel Aviv tätig.

## Belege
1. ↑  Michal Biran. (Originaltitel: he:מיכל בירן). In: knesset.gov.il. Abgerufen am 10. März 2024 (hebräisch).

| Personendaten    | Personendaten                     |
| ---------------- | --------------------------------- |
| NAME             | Biran, Michal                     |
| ALTERNATIVNAMEN  | מיכל בירן (hebräisch)             |
| KURZBESCHREIBUNG | israelische Politikerin der Awoda |
| GEBURTSDATUM     | 28. Juni 1978                     |
| GEBURTSORT       | Hod haScharon                     |